# Vodole
Vodole so naselje v Mestni občini Maribor.